# 第48步兵師 (德國國防軍)
第48步兵師（德語：48. Infanterie-Division）是納粹德國國防軍陸軍的一個步兵師。該師於1943年11月組建。
該師由第171後備師改編。1944年2月，該師派往奥斯坦德執行岸防任務，盟軍入侵西線後，調至法國。
該師一直在西線作戰，直至在齊格菲防線受重創後，殘部併入第559國民擲彈兵師，第48步兵師番號直到1945年德國投降再也沒有重新使用。

## 註腳
1. ↑  Mitcham（2007年）